# 查尔斯·詹金斯 (1964年)
查尔斯·詹金斯（英語：Charles Jenkins，1964年4月9日—），美国男子田径运动员。他曾代表美国参加1992年夏季奥林匹克运动会田径比赛，获得男子4×400米接力金牌。

## 家庭
父亲查尔斯·詹金斯。